# Eisenbahnunfall von Pendekallu
Der Eisenbahnunfall von Pendekallu war der Anschlag auf einen Schnellzug am 21. Dezember 2002 im indischen Bundesstaat Andhra Pradesh. 19 Menschen kamen dabei ums Leben.

## Ausgangslage
Der betroffene Zug der South Central Railway war der Schnellzug 7685. Er verkehrte zwischen dem Bahnhof Kacheguda in Hyderabad und Bangalore.
Die spätere Unfallstelle lag im Streckenkilometer 23 zwischen den Bahnhöfen Pendekallu und Pagidirai an einer neuen Umfahrungsstrecke des Knotenbahnhofs Guntakal, die erst sechs Monate zuvor für den Verkehr freigegeben worden war.

## Unfall
An der Unfallstelle war ein Schienenstück herausgesägt und die Lücke kaschiert worden. Die Polizei fand benutzte Sägeblätter in der Nähe der Unfallstelle.
Am fehlenden Schienenstück entgleisten bei einer Geschwindigkeit von etwa 90 km/h gegen 0:33 Uhr die Lokomotive und neun der 23 Wagen des Zuges, fünf davon überschlugen sich, als der Zug die beschädigte Stelle überfuhr.

## Folgen
19 Menschen starben, 76 wurden darüber hinaus verletzt. Die entgleisten Fahrzeuge wurden schwer beschädigt.
In der Folge meldete sich niemand, um für den Anschlag die „Verantwortung zu übernehmen“. So blieben Motiv und Täter zunächst unbekannt. 13 Monate nach der Tat wurde im Zusammenhang mit einem anderen Attentat ein Mann verhaftet, der der islamistischen Terrororganisation Laschkar-e Taiba nahestand und der beschuldigt wurde, das Attentat auf den Zug begangen zu haben. Der „Nachweis“ dafür, erbracht aus einer Kombination von Elektroenzephalografie und Lügendetektor, ist als Beweismittel aber nicht allgemein anerkannt.